# Spiromonas perforans
Spiromonas perforans is een soort in de taxonomische indeling van de Myzozoa, een stam van microscopische parasitaire dieren. Het organisme komt uit het geslacht Spiromonas en behoort tot de familie [[]]. Spiromonas perforans werd in 1991 ontdekt door Patterson & Zollfel.